# Ousalah Yasmine
Ousalah Yasmine (ur. 4 lipca 1993) – algierska siatkarka, reprezentantka kraju grająca jako rozgrywająca. Obecnie występuje w drużynie ASW Béjaïa.